# Lizzie McGuire
Lizzie McGuire is een Amerikaanse komedieserie, die liep tussen 2001 en 2004. De show werd gecreëerd door Terri Minsky. De serie gaat over een meisje, Lizzie, dat moet zien te overleven op Middle School. Er is ook een animatie-Lizzie in de serie verwerkt, Lizzies alter ego, die laat zien wat Lizzie denkt, maar niet durft te zeggen.
Op 24 augustus 2019 werd bekendgemaakt dat er een reboot zou worden gemaakt van Lizzie McGuire. In deze reeks zou Lizzie McGuire, opnieuw gespeeld door Hilary Duff, te zien zijn als dertiger. De nieuwe reeks zou ook gemaakt worden door Terri Minsky. Ze is echter op 18 december 2020 gecanceld. 

## Personages

### Familie en vrienden
- Elizabeth "Lizzie" Brooke McGuire is een eersteklasser die met dagelijkse tienerproblemen te maken krijgt. Ze kan niet zo goed voor zichzelf opkomen en is nogal onhandig. Lizzie wil graag populair zijn.
- David Zephyr "Gordo" Gordon is beste vriend van Lizzie. Hij is erg slim en hoopt later regisseur te worden. Het houdt hem niet bezig wie populair is en wie niet. Eigenlijk is hij verliefd op Lizzie, maar dat weet Lizzie niet.
- Miranda Isabella Sanchez is Lizzies beste vriendin en ook een beetje de rebel. Soms een beetje afwezig. Ze lijkt erg op Lizzie, maar kan beter voor zichzelf opkomen.
- Sam McGuire is Lizzies vader. Hij is erg kalm en heeft de beste bedoelingen voor iedereen. Meestal begrijpt hij niet wat Lizzies problemen zijn.
- Jo McGuire is de moeder van Lizzie. Ze vindt het verschrikkelijk dat Lizzie volwassen aan het worden is, maar probeert haar wel te helpen. Vaak gaat dit fout en dat veroorzaakt gênante situaties voor Lizzie.
- Matthew "Matt" McGuire is Lizzies kleine broertje. Hij is een herrieschopper en wil altijd mensen voor de gek houden. Hij kan niet goed opschieten met Lizzie. Hij doet vaak vervelend en heeft rare plannetjes.

### School
- Kate Sanders is het populairste meisje van school en was ooit Lizzies beste vriendin op de basisschool. Toen ze naar de middelbare school gingen, werd dit allemaal anders en sindsdien maakt Kate haar leven onmogelijk.
- Ethan Craft is de hunk van school en Lizzie en Miranda zijn smoorverliefd op hem. Hij is niet slim, maar is wel altijd erg aardig voor iedereen. Helaas heeft hij nog niet door wat Lizzie voor hem voelt.

## Cast
- Hilary Duff - Lizzie McGuire
- Adam Lamberg - David "Gordo" Gordon
- Lalaine - Miranda Sanchez
- Hallie Todd - Jo McGuire
- Robert Carradine - Sam McGuire
- Jake Thomas - Matt McGuire
- Ashlie Brillault - Kate Sanders
- Clayton Snyder - Ethan Craft

## Afleveringen
Zie: Lijst van afleveringen van Lizzie McGuire

## Film
Zie The Lizzie McGuire Movie